# Сан Либерале е Сан Витале (Тревизо)
Сан Либерале е Сан Витале је насеље у Италији у округу Тревизо, региону Венето.
Према процени из 2011. у насељу је живело 5 становника. Насеље се налази на надморској висини од 613 м.